# Nahuel Cisneros
Nahuel Juan Adolfo Cisneros (Lomas de Zamora, 17 de febrero de 1998) es un futbolista argentino que juega como mediocampista.

## Clubes
| Club                   | País      | Año             |
| ---------------------- | --------- | --------------- |
| Boca Juniors           | Argentina | 2017 - 2018     |
| Newell's Old Boys      | Argentina | 2018 - 2019     |
| Náutico                | Brasil    | 2019 - 2020     |
| Parnahyba Sport Club   | Brasil    | 2021            |
| Real Potosí            | Bolivia   | 2021            |
| Universitario de Sucre | Bolivia   | 2022 - presente |